# 下村阳子
下村阳子（日语：／ Shimomura Yōko，1967年10月19日—）是一位日本电子游戏作曲家，被誉为「世界上最著名的女电子游戏作曲家」。她於1988年毕业于大阪音乐大学。自1988年至1993年期間，她就一直效力於卡普空公司，从事电视游戏音乐创作；期间创作了17个游戏的全部或部分音乐，其中包括《快打旋风》和《街头霸王II》。
从1993年到2002年期間，她就职于史克威尔公司（现为史克威尔艾尼克斯），又创作了包括《寄生前夜》、《圣剑传说》和《王国之心》在内等8个游戏的音乐。《王国之心》的游戏音乐是下村阳子在史克威尔工作期間最成功的作品，而此遊戲亦是她離開史克威尔前的最後一項作品。自從她為《超级马力欧RPG》製作游戏音乐起，她就成了自由作曲者，並创作了十多首曲目。她作品的人氣甚高，且其中一些作品更在電子遊戲音樂演奏會中演奏，其中包括《戲劇交響曲》（Sinfonia Drammatica）。 她的幾個遊戲音樂亦被製成專輯和鋼琴譜。

## 傳記

### 早期生涯
下村阳子于1967年10月19日于日本兵库县出生。她在年幼時已經对音乐产生了浓厚的兴趣，并聲稱自己“在四、五岁時已开始学习钢琴”。她創作的第一首曲子是她自己在鋼琴上隨便弹奏一些音樂並模仿作曲家作曲時，有意無意地谱成的。下村阳子指出，她對此曲子至今仍然记忆犹新。於1988年，她以「专业钢琴家」的頭銜毕业于大阪音乐大学。起初，下村阳子計劃任職钢琴教师，并已經在乐器店找到了一份钢琴教师的工作。但是，她多年以来对游戏的热爱，促使她向当时在大学里招聘的电视游戏公司寄送了自己的作品。卡普空公司審視了下村阳子的作品後，便決定邀请她去面试，並随后聘請了她。可是，她的家人和导师均对她所作出的决定颇为不满，全因当时人們并不器重游戏音乐工作者，且下村阳子的家人为她缴交了音乐学校昂贵的学费，因此希望她任職钢琴教师，賺取較高的薪金。儘管家人極力反對下村阳子當游戏音樂作曲家，但是她仍然堅持留在卡普空工作。

### 事业
在為卡普空效力期間，下村阳子创作了17个游戏的全部或部分音乐，其中包括了《街头霸王II》。她於1988年在卡普空创作了其工作生涯的第一個游戏音乐，此游戏音乐是《武士刀》的背景音樂。於1989年，她為《快打旋風》创作的遊戲音樂成為了她首個被加入遊戲音樂專輯的作品。而她的首個獨立遊戲音樂專輯則取自她於1990年創作的《街头霸王》遊戲音樂。同年，她被轉移至街機遊戲部門工作。她在卡普空工作期間加入了公司內部的爵士樂隊Alph Lyla，並兩度參與此樂隊的現場表演。
於1993年，下村阳子轉往另外一家遊戲公司史克威尔（现为史克威尔艾尼克斯）工作。她指出自己轉往史克威尔工作，是因為她希望能為幻想角色扮演遊戲創作具有古典風格的音樂，而下村阳子在卡普空是屬於街機遊戲部門，因此不能參與电视游戏部門負責的角色扮演遊戲《龙战士》的音樂創作工作。下村阳子於1994年為《狂飆騎士》創作的音樂是她在史克威尔的首個作品。於1995年，當她正在為《超级马力欧RPG》創作遊戲音樂時，她被邀請與松枝賀子合力為戰略角色扮演遊戲《前线任务》創作遊戲音樂。雖然她會因同時為兩個遊戲創作音樂而不堪重負，且《前线任务》並非她感興趣的遊戲範疇，但是因史克威尔的總裁水野哲夫亦在場，因此她只好接受邀請。
在接下來的幾年中，下村阳子為好幾個遊戲創作音樂，其中包括《寄生前夜》和《圣剑传说》。在其所有作品中，下村阳子認為《圣剑传说》的音樂作品是最好的， 而《寄生前夜》的音樂則是下村阳子創作的首個含有人聲的遊戲音樂。於2002年，她為《王国之心》創作遊戲音樂。下村阳子指出，她的《王国之心》音樂作品是其最特別的作品，亦是其工作生涯的轉捩點之一。
《王国之心》獲得了巨大的成功，並於全球各地售出了逾四百萬套遊戲。下村阳子為《王国之心》所創的音樂成為了此遊戲的特色之一，而《王国之心》的主題曲更被稱為「史上第四個最好的角色扮演遊戲主題曲」。下村阳子為《王国之心》所創的音樂亦被製成兩套專輯發售。同時，《王国之心》亦是她離開史克威尔前的最後一項作品。於2002年，下村阳子離開了史克威尔，並開始了其作為自由作曲者的生涯。自從下村阳子離開史克威尔後，她又為六個《王國之心系列》遊戲和全部《馬里奧與路易RPG系列》遊戲創作音樂。

## 衍生產品
在為超過35個遊戲創作音樂後，下村阳子成為了遊戲音樂界中最有名的人物之一，並被誉为「世界上最著名的女电子游戏作曲家」。於2008年3月，一個結合下村阳子最佳作品的專輯《戲劇：下村阳子的最佳作品》被釋出。這個專輯包括來自《最終幻想 Versus XIII》、《狂飆騎士》、《王國之心系列》、《前线任务》、《圣剑传说》、以及《聖劍傳說HEROES of MANA》的遊戲音樂。下村阳子指出，她選擇這些音樂是因為這些音樂均很受歡迎，且它們都適合被重製成管弦樂團演奏版本。於2008年，Music4Games訪問了下村阳子，並問了她關於其專輯的問題。下村阳子在訪問中指出若有機會，她便會親自表演《戲劇交響曲》。於2009年3月19日，下村阳子得知阿尼·羅斯將會於2009年8月4日在斯德哥爾摩音樂廳中指揮斯德哥爾摩皇家管弦樂團演奏《戲劇交響曲》。於2007年3月27日，下村阳子的首個非遊戲音樂專輯《私語》（Murmur）被發佈，而專輯中的演唱者為日本女歌手茶太。
在遊戲音樂交響演奏會於2009年9月舉辦的「幻想交響演奏會」中演奏的音樂有四分之一為下村阳子的《王國之心系列》音樂作品。另外，傑出交響樂團亦於2007年演奏《圣剑传说》的主題曲。
DOREMI音樂出版社的丹羽宇麻子將《圣剑传说》的音樂重編成鋼琴譜，而這些鋼琴譜亦被納入《聖劍傳說精選鋼琴獨奏樂譜》的第一和第二版本中。另外，山葉音樂媒體亦將《王國之心系列》首兩個遊戲的音樂重編成鋼琴譜，並印成書本發售。

## 音樂風格

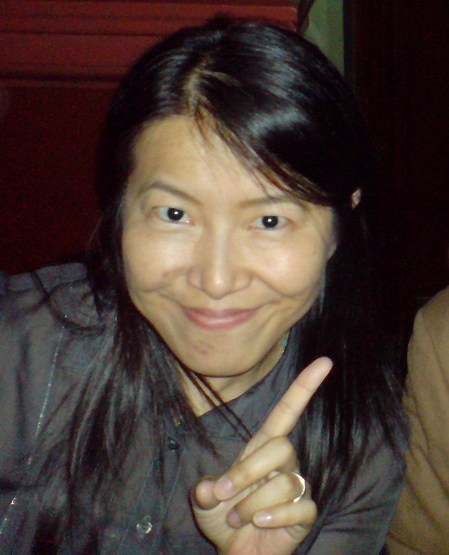
2007年演奏會中的下村陽子

下村阳子於其私人網站上把路德维希·范·贝多芬、弗雷德里克·肖邦和莫里斯·拉威爾列為影響其創作風格的作曲家。她亦指出自己一直都喜歡“休息室風格的爵士樂”。儘管這些人和事都影響了她的音樂風格，但是她的不少作品中仍然包含搖滾樂、電子樂、東方音樂、氛圍音樂、工業音樂、流行音樂、交響樂、歌劇等元素。她指出自己作曲的靈感均來自在日常生活中令她情緒起變化的事物，例如「一幅美麗的畫、風景、美味的食物、帶來回憶的氣味、快樂和悲傷的事情等等」。下村阳子亦指出自己作曲的靈感大部份都在她正在做一些非日常工作時獲得的。雖然她的音樂風格主要為古典風格，但她亦指出「儘管她的音樂風格隨著時間變遷，但是她對音樂的熱誠卻永遠不會改變」。下村阳子相信「音樂背後的創作過程」的一個主要部份為「傳達一種來自你的想像並會衝擊聽眾的微妙信息，且這個信息不要過於明顯」。在眾多作品中，下村阳子指出自己最喜歡《王國之心系列》的主題曲《親愛的》（Dearly Beloved）。

## 作品列表
以下為下村阳子的主要作品列表。

### 電子遊戲

#### 作曲
- 《武士刀》（1988）
- 《街頭快打》（1989）（一首音樂）—與坂口嘉宏合作
- 《迪士尼魔术王国》（1990）
- 《水岛新司的大甲子园》（1990）
- 《人间兵器》（1990）（除第一關卡以外的所有音樂）—與田宮順子合作
- 《魔界村外传》（1990）（一首音樂）—與藤田晴海合作
- 《麻將學校：超級O版本》（1990）（一首音樂）—與泉谷雅樹合作
- 《尼莫》（1990）
- 《巴斯特兄弟》（1991）—與河本圭代合作
- 《龙王战士》（1991年）[20]
- 《街头霸王II》（1991年）—與阿部功合作[2]
- 《Block Block》（1991年）—與泉谷雅樹合作
- 《威虎战机 雷暴行动》（1992年）（一首音樂）[21]
- 《卡普空世界2》（1992年）（一首音樂）—與坂口嘉宏、松前真奈美、田宮順子、高岡弘光和森田童子合作
- 《洛克人5：布魯斯的陷阱！？》（1992年）（只有「威利博士關卡」關卡音樂）
- 《火焰气息》（1993年）—與藤田泰之、藤井美苗和山口馬里合作
- 《魔界村外传-红魔冒险》（1993年）
- 《懲罰者》（1993年）—與阿部功合作
- 《狂飆騎士》（1994年）
- 《雷霆任務》（1995年）—與松枝賀子合作
- 《超级马力欧RPG》 （1996年）
- 《行星格鬥》 （1996年）—與很多作曲家合作
- 《寄生前夜》（1998年）
- 《聖劍傳說 瑪娜傳奇》（1999年）
- 《陸行鳥競走》（1999年）
- 《陸行鳥牧場》（2000年）
- 《王國之心》（2002年）
- 《瑪利歐與路易吉RPG》（2003年）
- 《王國之心 記憶之鍊》（2004年）
- 《瑪利歐與路易吉RPG2》（2005年）
- 《王國之心II》 （2005年）
- 《動感音樂13 嘉年華》 （2005年）—與很多作曲家合作
- 《怪物王国 宝石召唤者》 （2006年）—與很多作曲家合作
- 《聖劍傳說HEROES of MANA》 （2007年）
- 《弧光之源2 意志》 （2008年）—與海田明里、青木佳乃和中村俊輔合作
- 《瑪利歐與路易吉RPG3》 （2009年）
- 《国王物语》 （2009年）—與蓑部雄崇合作
- 《王國之心 358/2天》 （2009年）
- 《動感音樂17 大電影》 （2009年）—與很多作曲家合作
- 《王國之心 編碼》 （2010年）
- 《王國之心 夢中降生》 （2010年）—與關戶剛和石元丈晴合作
- 《最後的戰士》 （2010年）
- 《異度神劍》 （2010年）—與ACE+、清田爱未和光田康典合作
- 《第三次生日》 （2010年）—與關戶剛和鈴木美津合作
- 《王國之心 編碼重製版》 （2010）
- 《光辉物语》 （2010年）[22]
- 《勇者30》 （2011年）—與很多作曲家合作
- 《王國之心 3D ［夢降深處］》 （2012年）—與關戶剛和石元丈晴合作
- 《恶魔乐章》 （2012年）
- 《最終幻想 XV》（2016年）
- 《王國之心 0.2 夢中降生-失落篇章-》（2017年）
- 《王國之心III》（2019年）
- 《Gran Saga：格蘭騎士團》(2022年)—與嚴云農合作(中文主題曲)
- 《Archeland》（2022年）
- 《超级马力欧RPG》 （2023年）—重製版[23]

#### 编曲
- 《F-1 梦想赛车》（1989年）—原作者為松前真奈美
- 《甜蜜的家》（1989年）—原作者為田宮順子
- 《任天堂明星大亂鬥X》（2008年）—與很多作曲家合作
- 《任天堂明星大亂鬥3DS/Wii U》（2014年）
- 《任天堂明星大亂鬥 特別版》（2018年）

### 其他作品
- 《寄生前夜》（1998年）
- 《夢幻之星網路版 一章&二章 進化》 （2004年）—與很多作曲家合作
- 《黑暗編年史》 （2004年）—與很多作曲家合作
- 《极上生徒会》 （2005年）
- 《俠盜銀河》 （2006年）—與很多作曲家合作
- 《私語》（2007年）—演唱者為日本女歌手茶太
- 《戲劇：下村阳子的最佳作品》（2008年）
- 《王國之心鋼琴樂譜收藏》 （2009年）
- 《高分少女》（2018年）